# 少保祠
少保祠，是位于中国福建省宁德市蕉城区七都镇浦源社区的一个清代古建筑，宁德市（县级）人民政府于1992年12月将其公布为第二批县级文物保护单位。
少保祠主祀明朝刑部尚书林聪，占地面积458平方米，始建于明朝万历年间，清朝乾隆年间重建，正厅为穿斗式木构硬山顶，有门楼、正厅和后厅等结构。